# Symphysia racemosa
Symphysia racemosa är en ljungväxtart som först beskrevs av Vahl, och fick sitt nu gällande namn av William Thomas Stearn. Symphysia racemosa ingår i släktet Symphysia och familjen ljungväxter. Inga underarter finns listade i Catalogue of Life.